# Astragalus weiserensis
Astragalus weiserensis là một loài thực vật có hoa trong họ Đậu. Loài này được (M.E. Jones) Abrams miêu tả khoa học đầu tiên năm 1944.